# Bad Idea
Bad Idea – singel zespołu A wydany w 1997 promujący album How Ace Are Buildings.

## Lista utworów
1. „Bad Idea” – 2:16
2. „Look What You Made Me Do” – 3:12
3. „40” – 2:30